# 브리간티아

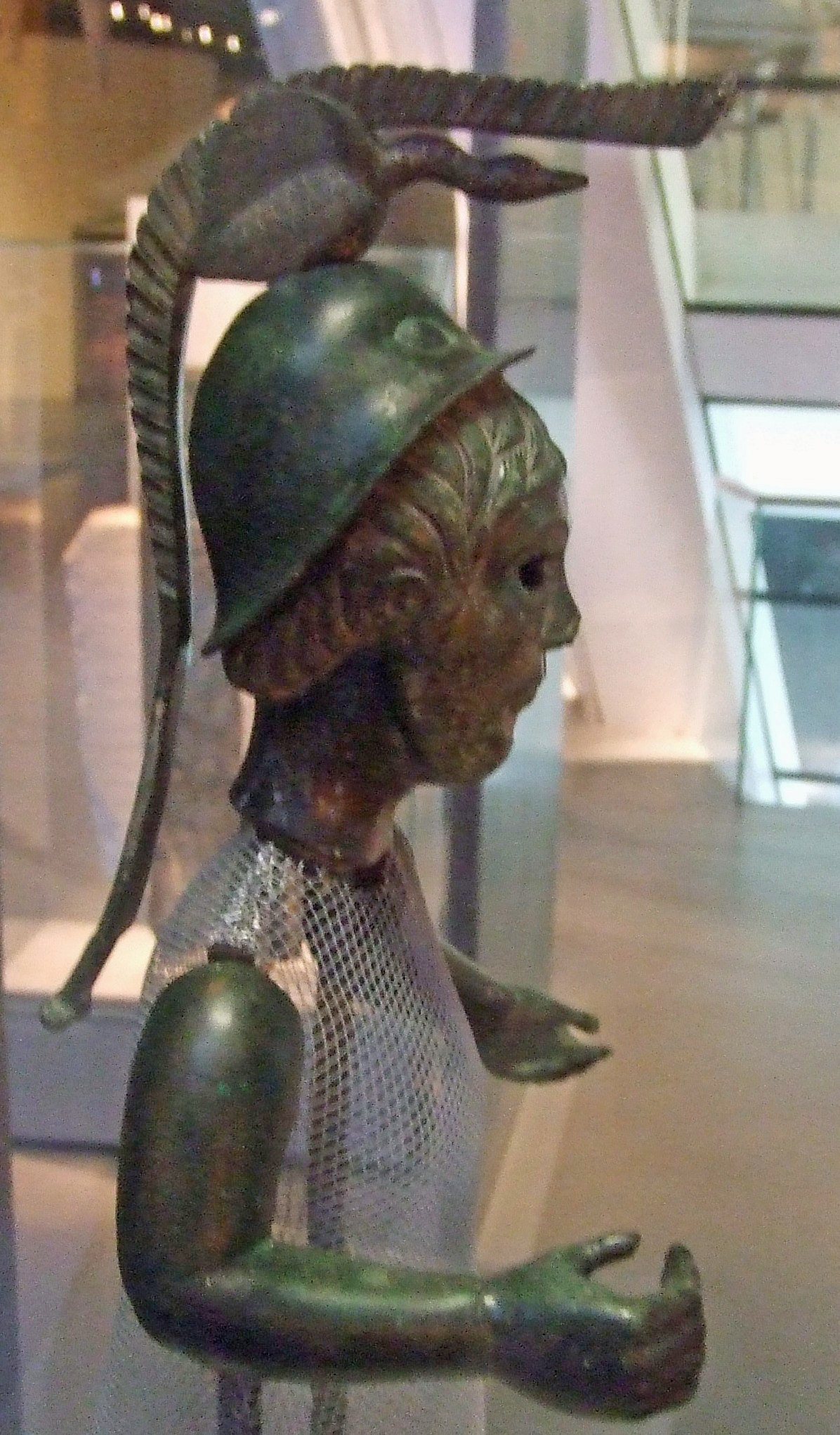
기원전 2세기경에 만들어진 조각상.

브리간티아(Brigantia)는 고대 후기 켈트인들이 숭배한 여신이다. 로마인들은 그녀를 자기들이 모시는 승리의 여신 빅토리아와 동일시했다.

## 같이 보기
- 브리간테스
- 브르타뉴어